# Лазар Аргиров
Лазар Аргиров е български иконописец, един от най-видните представители на Мелнишкото художествено средище през XIX век.

## Биография
Лазар Аргиров е роден в Мелник. Активно работи във втората половина на XIX век, като за разлика от предходниците си подписва част от творбите си. Първият му известен подпис е от Мелник, на иконата на „Възнесение Илиево“ в храма „Св. св. Петър и Павел“, чийто гръцки надпис гласи: „Δια συνδρομης τὤ δουλων του Θεου Αναστασιου Μαριαι Κωνσταντινου Ηλία καί των αδελφων εις μνημοσινον αυτον διά χειρος Λαζαρου Αργυρος 1862 εν Μελν οκτοβριου“ (превод: „Чрез спомоществуванието на рабите Божи Анастасиос, Мария, Константинос, Илияс и братятата му за упоменание тяхно; чрез ръката на Лазарос Аргирос, 1862 в месец октомври“).
Рисува в църквите „Свети Николай Чудотворец“, „Свети Йоан Предтеча“ и „Свети Антоний“ в родния му Мелник, „Свети Димитър“ в Малки Цалим, „Свети Пророк Илия“ в Голем Цалим, „Свети Атанасий“ в Хърсово, „Свето Успение Богородично“ в Бождово. Работи и в църквата „Св. св. Козма и Дамян“ в Свети Врач. В средата на 60-те години твори в Струмишко, където участва в рисуването на иконостасите в църквите „Възнесение Господне“ в Робово (1865) и „Свети Илия“ в Попчево.
Лазар Аргиров е автор на царски двери от 1869 година от църквата „Свети Атанасий“ в Сенгелово (Ангистро), както най-вероятно и на стенописите в храма от 1859 г. В светилището има плъзгаща се врата, изобразяваща Христос със Светия Граал. На нея има надпис от Лазар Аргиров:
| „ | + Δια δαπάνη τον δούλων του Θεού Αθανάσι Αλεξίου από Τζοφλίκι εις μνημόσινον αυτόν εν έτει Σωτηρίω 1869 Μαΐου 9. χείρ Λαζάρου Αγιογράφου εκ Μελένικον | “ |

В Сенгелово Аргиров се показва като зограф напълно верен на поствизантийските традиции в иконописта от средата на XIX век.
В Мелник изписва стените на малката църква „Свети Антоний“ и оставя надпис на гръцки език, който в превод гласи „Настоящият свети храм на името на светия отец наш Антоний Велики бе изграден из основи и бе изографисан с иждивението на господата Йоанис Алексиу Чиери и Панайотис Караджа и на христолюбиви люде, чрез грижата на препочтения господин Зисос Трифонос, в 1881 г., 10 януари, чрез ръката на Ласарос Аргирос“. В „Свети Антоний“ Аргиров разчупва канона в иконописта и включва светски мотиви, като заменя традиционни религиозни сюжети с изображения на цветя и драперии.
Аргиров поддържа контакти със Стефан Веркович в Сяр. В писмо до него от 12 ноември 1869 година се подписва като Лазаръ Иконописецъ Блъгаринъ. Негов син е Георги Иконописов, роден в 1873 година в Мелник, който завършва през 1896 година химия в Берлин.